# Водонапорная башня (Светлогорск)
Водонапорная башня — памятник архитектуры в городе Светлогорск Калининградской области России. Один из символов города.

## История
Водонапорная башня и примыкающий к ней ротондальный корпус водогрязелечебницы были построены в Светлогорске (тогда Раушене) в 1907—1908 годах по проекту архитектора Отто Вальтера Куккука (нем. Otto Walter Kuckuck). Архитектурный стиль можно охарактеризовать как немецкий национальный романтизм (формы югендстиля, смешанные с местными строительными традициями). 25-метровая башня стала архитектурной доминантой верхней, «дюнной» части города. Рядом с ней образовалась площадь, благодаря чему башня стала выполнять роль, традиционно характерную для ратуши или собора.
Башня служила для снабжения Раушена водой, бравшейся из источников у Мельничного пруда. В водогрязелечебнице можно было принять тёплые морские и углекислые ванны, проводилось грязевое, электрическое, световое лечение и лечебный массаж. В верхней части водонапорной башни под шлемовидной крышей была устроена смотровая площадка, с которой открывался вид на море (ныне закрыта для туристов).
В 1978 году на водонапорной башне были установлены солнечные часы, изготовленные по проекту светлогорского художника и скульптора Николая Фролова. В настоящее время башня и здание лечебницы относятся к Светлогорскому центральному военному санаторию. Имеет статус объекта культурного наследия регионального значения.